# 富荘子駅
富荘子駅（ふそうしえき）は河北省唐山市豊潤区にある、中国鉄路総公司（CR）京哈線の駅。1975年に開業。北京駅から135km、ハルビン駅から1114kmの位置にある。北京鉄路局所属の四等駅に設定されている。

## 駅周辺
- 鉄匠荘村村民委員会

## 隣の駅
中国鉄路総公司
京哈線
玉田県駅 - 富荘子駅 - 唐山北駅